# Trofej Umag
Trofej Umag je moška enodnevna kolesarska dirka, ki vsako leto poteka zgodaj marca po hrvaškem delu Istre okoli Umaga. Prvič je potekala leta 2013 in ima status dirke razreda 1.2 v okviru UCI Europe Toura. Prvi zmagovalec dirke je postal Aljaž Hočevar, med nekdanjimi zmagovalci so tudi slovenski kolesarji Matej Mugerli, Marko Kump in Rok Korošec, nobenemu od kolesarjev pa ni uspelo na dirki zmagati več kot enkrat.

## Zmagovalci
| Leto | Zmagovalec             | Drugi           | Tretji            |
| ---- | ---------------------- | --------------- | ----------------- |
| 2013 | Aljaž Hočevar          | Oscar Landa     | Gernot Auer       |
| 2014 | Matej Mugerli          | Matija Kvasina  | Davide Mucelli    |
| 2015 | Marko Kump             | Maksim Averin   | Sergej Nikolajev  |
| 2016 | Jonas Bokeloh          | Mamir Staš      | Filippo Fortin    |
| 2017 | Rok Korošec            | Filippo Fortin  | Alex Frame        |
| 2018 | Krister Hagen          | Tom Baylis      | Dušan Rajović     |
| 2019 | Alois Kaňkovský        | Andrea Guardini | Olav Hjemsæter    |
| 2020 | Olav Kooij             | Marko Kump      | Niklas Märkl      |
| 2021 | Jakub Mareczko         | Filippo Fortin  | Tomáš Bárta       |
| 2022 | Daniel Auer            | Tomáš Bárta     | Dušan Rajović     |
| 2023 | Adam Ťoupalík          | Jan Christen    | Darren van Bekkum |
| 2024 | Matthew Brennan        | Noa Isidore     | Jakub Mareczko    |
| 2025 | Matthias Schwarzbacher | Filippo Fortin  | Tobiasz Pawlak    |